# Oskar Dirlewanger
Oskar Dirlewanger est un SS-Oberführer allemand, né le 26 septembre 1895 à Wurtzbourg (Bavière, Empire allemand) et mort le 7 juin 1945 à Altshausen (Allemagne).
Il a dirigé la brigade Dirlewanger, une unité de lutte anti-partisans rattachée à la SS, incorporée en 1945 dans la Waffen-SS, composée pour une bonne partie de repris de justice ou de prisonniers de guerre libérés. Cette brigade s'est illustrée par ses multiples crimes commis à l'arrière du front de l'Est.

## Biographie
Né dans une famille de la classe moyenne à Wurtzbourg, qui s'établit ensuite à Stuttgart, Oskar Dirlewanger interrompt ses études en 1913 pour entrer dans l'armée.

### Première Guerre mondiale
Dirlewanger participe à la Première Guerre mondiale dans une unité de mitrailleuses du 123e régiment de grenadiers (de), lors de l'invasion de la France et de la Belgique, et il est blessé au pied vers la fin de 1914. Il remonte au front en juin 1915, pour être à nouveau blessé en septembre 1915, ce qui le laisse invalide à 40 %. En septembre 1916, après sa seconde convalescence, il est affecté à l'état-major de la 7e division territoriale wurtembergeoise en tant qu'instructeur pour les unités de mitrailleurs et promu sous-officier. En 1917, il se porte volontaire pour retourner au front. Malgré les séquelles de ses blessures, Dirlewanger est promu lieutenant et se voit confier le commandement de la 2e compagnie du 121e régiment d'infanterie (de) de la 7e division du Wurtemberg, compagnie exclusivement composée de mitrailleurs.
Il est cette fois affecté sur le front russe où il combat jusqu'à la fin des hostilités, en mars 1918, comme commandant de compagnie et lieutenant.

### Entre-deux-guerres

#### Armistice et démobilisation
Après l'armistice et la démobilisation, Dirlewanger continue à combattre, essentiellement contre des communistes allemands, au sein d'unités issues des Freikorps, comme la 21e brigade de protection de la Reichswehr, la 13e brigade wurtermbergeoise et la section des volontaires wurtermbergeois. Il intervient dans la Ruhr, en Saxe et en Thuringe. Il est gravement blessé à la tête, lors de combats à Sangerhausen.

#### Délinquance et vie civile
Pendant cette période, Dirlewanger est condamné à plusieurs reprises à de courtes peines de prison pour ses activités, en 1920 et 1921, ce qui ne l'empêche pas de s'engager à nouveau dans un corps franc pour combattre en Haute-Silésie dès qu'il est libéré.
En 1919, Dirlewanger entame des études à l'université technique de Mannheim, fréquemment interrompues pour aller combattre dans les corps francs. Il y exprime notamment son antisémitisme à tel point qu'il est menacé d'une procédure disciplinaire. Après Mannheim, il étudie à Francfort, puis trouve un emploi de comptable.

#### Adhésion au NSDAP
Dirlewanger s'affilie au parti national socialiste en 1923 et s'y réinscrit en 1926, après la période d'interdiction qui a suivi le putsch de la Brasserie fomenté par Adolf Hitler. Directeur d'une usine textile appartenant à une famille juive, il quitte le parti et la SA, tout en continuant de contribuer à leur financement en détournant des fonds de l'entreprise, ce qui lui vaut d'être condamné en 1926. En 1932, il rejoint à nouveau le parti et la SA, au sein de laquelle il monte rapidement en grade.
En 1934, il est l'objet d’une nouvelle condamnation, mais cette fois pour faits de mœurs : Dirlewanger est condamné à deux ans de prison pour avoir eu des relations sexuelles avec une jeune fille de moins de quatorze ans. Cette condamnation est suivie de la déchéance de son titre de docteur de l'université.

#### Guerre d'Espagne
Il fait partie de la légion Condor durant l'engagement allemand lors de la guerre d'Espagne, en soutien de Franco.

### Seconde Guerre mondiale

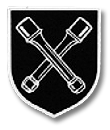
Insigne de la SS de grenadiers.

Dirlewanger est un véritable pervers sexuel, déjà plusieurs fois condamné avant guerre pour des délits à caractère sexuel, mais il bénéficie en haut lieu de la protection de Gottlob Berger, responsable du « SS-Hauptamt », le bureau central de la SS, plus haute direction dans la structure de la SS à partir de 1938. Berger y était notamment chargé du recrutement et de la formation des SS. Aussi, lorsque celui-ci décide de la création d'une unité anti-partisans composée de repris de justice, il propose à Himmler d'en confier le commandement à Dirlewanger.
Dirlewanger devient donc SS-Oberführer, commandant de la brigade dite « brigade Dirlewanger », unité irrégulière et composite, constituée en 1940. Son recrutement se fait sur la base d'un postulat, selon lequel les chasseurs sont susceptibles de constituer de très bons soldats pour mener à bien des opérations de lutte contre les partisans, la forêt étant leur terrain de prédilection commun. Le recrutement de l'unité se fait donc dans un premier temps au sein des prisons allemandes, parmi les condamnés pour crimes cynégétiques (braconniers) ; l'unité est complétée ensuite par des soldats de la Wehrmacht punis ou de la SS radiés des cadres, d'opposants politiques sortis de camps de concentration, ou encore de prisonniers de guerre, Ukrainiens notamment.
Avec son unité, Dirlewanger parcourt les routes et les chemins forestiers de l'Est, de la Slovaquie à la Russie en passant par la Pologne et la Biélorussie. Sous couvert de traque des partisans, lui et ses hommes commettent pillages, tortures, viols collectifs, assassinats. Lors d'opérations anti-partisans en Biélorussie comme l'opération Cottbus, confiée à l'unité de Dirlewanger, les « résultats » sont critiqués, l'opération anti-partisans ayant plutôt pris la forme d'une opération de liquidation de la population. Raul Hilberg mentionne, à propos des rumeurs de fabrication de savon à partir de graisse humaine qui s'étaient répandues en 1942, le témoignage après-guerre de l'inspecteur SS le docteur Konrad Morgen selon lequel Dirlewanger avait été soupçonné d'avoir fait tuer des Juives avec de la strychnine, leurs cadavres découpés en morceaux et bouillis avec de la viande de cheval pour fabriquer du savon. Malgré les rapports très critiques de l'armée transmis à Hitler après le soulèvement de Varsovie dénonçant les atrocités commises par ses hommes comme lors du massacre de Wola en août 1944, celui-ci approuve l'attribution de la croix de chevalier de la croix de fer (« Ritterkreuz des Eisernen Kreuzes ») à Dirlewanger pour son action.
En février 1945, la « brigade Dirlewanger » est endivisionnée au sein de la Waffen-SS, et prend le nom de 36e division SS de grenadiers. Mais ses effectifs fondent très rapidement dans la férocité des combats de début 1945. Le 7 mai, Dirlewanger est capturé par les troupes françaises au-dessus de Tannheim (Autriche), où il s'était réfugié. Cette capture est à porter au crédit du capitaine Pierre Bouchet de Fareins, appartenant à la compagnie de commandement (CB2) du 5e régiment de tirailleurs marocains.
Dirlewanger est arrêté le 1er juin 1945 près de la ville d'Altshausen en Haute-Souabe par les autorités de la zone d'occupation française en Allemagne alors qu'il est habillé en civil, se dissimule sous une fausse identité et se cache dans un pavillon de chasse isolé. Il est reconnu par un ancien déporté juif et amené dans un centre de détention. Il serait mort autour des 5 et 7 juin 1945, dans un camp de prisonniers à Altshausen, probablement à la suite de mauvais traitements. Il existe de nombreux rapports contradictoires sur la nature de sa mort : les Français affirment qu'il est mort d'une crise cardiaque et qu'il est enterré dans une tombe anonyme ; ou qu'il a été emmené par des Polonais armés, probablement d'anciens travailleurs forcés ; ou des prisonniers militaires français (d'origine polonaise) ; ou des soldats polonais (29e groupement d'infanterie polonaise), qui ont été maltraités pendant leur détention par les Français ; ou d'anciens détenus et gardiens de prison ; ou encore qu'il s'est échappé et aurait, selon certaines rumeurs, rejoint la Légion étrangère. Son sort est en fait inconnu, mais il est généralement considéré comme le plus probable qu'il soit mort à Altshausen,,,,.
En raison des rumeurs diverses circulant sur le sort de Dirlewanger après la guerre, le parquet de Ravensbourg ordonne en novembre 1960 l'exhumation du corps. Une autopsie par un médecin légiste identifie alors le corps de Dirlewanger.